# Большое Маркино
Большое Маркино (каз. Большое Маркино) — озеро в Узункольском районе Костанайской области Казахстана. Находится в 10 км к востоку от села Пресногорьковка и в 6 км к северо-западу от села Троебратский.
По данным топографической съёмки 1959 года, площадь поверхности озера составляет 5,65 км². Наибольшая длина озера — 6,2 км, наибольшая ширина — 1,9 км. Длина береговой линии составляет 14,6 км, развитие береговой линии — 2,97. Озеро расположено на высоте 157 м над уровнем моря.
Озеро входит в перечень рыбохозяйственных водоёмов местного значения.